# Umberto Boccioni
Umberto Boccioni (Reggio Calabria, 19 de octubre de 1882-Verona, agosto de 1916) fue un pintor y escultor futurista italiano que destacó no solo por su obra plástica, sino también como teórico del Futurismo. Publicó varios textos relevantes e impartió clases y conferencias sobre los objetivos del movimiento futurista, sus rasgos distintivos y deslindes con otros movimientos artísticos.

## Biografía
Nació el 19 de octubre de 1882 en Regio de Calabria y creció en distintas ciudades italianas.  Hijo de padres provenientes de la Romaña, su familia se mudó varias veces, a Forli, Génova y finalmente Padua. Mientras su madre y hermana permanecieron allí,  Umberto se fue a Catania,donde fue a la escuela. Sus intereses artísticos no fueron bien acogidos por el padre, de modo que en 1898, inmediatamente después de terminar la escuela, se fue a Roma a vivir con una tía de la línea paterna.  
En 1900 se estableció en Roma, donde conoció la técnica divisionista y aprendió el uso de los colores complementarios a través de su trabajo con Gino Severini y Giacomo Balla.
Después de recibir un premio por una exposición en Roma, pudo solventar los gastos de un viaje para conocer directamente las obras de los grandes maestros de la pintura y la escultura. Entre 1902 y 1904 viajó por París visitando museos y continuó su periplo a Rusia, donde trabajó algunos meses como tutor.
Junto con otros artistas como Carlo Carrà, Luigi Russolo, Giacomo Balla y Gino Severini, Boccioni coescribió el Manifiesto de los pintores futuristas en 1910, un año después de conocer a Filippo Tommaso Marinetti quien acababa de publicar el Manifiesto futurista. Más adelante escribieron  un nuevo texto fundacional: La pittura futurista –Manifesto técnico.  Estos manifiestos abogaban por la liberación del artista de los modelos y tradiciones figurativas del pasado, instándolos a enfocarse exclusivamente en el mundo contemporáneo en constante evolución. La ciudad, los automóviles y la caótica realidad cotidiana se presentaron como temas artísticos primordiales, reflejando la fascinación del movimiento futurista por la modernidad y la velocidad.
A pesar de su influencia del cubismo, criticó su estatismo excesivo, prefiriendo evitar las líneas rectas y empleando colores complementarios para lograr efectos vibrantes. Cuadros notables como "Dinamismo de un ciclista" y "Dinamismo de un jugador de fútbol" capturan la idea del movimiento en el espacio a través de representaciones sucesivas de un mismo tema.
Este enfoque innovador se trasladó también a la escultura, donde Boccioni despreció a menudo los materiales tradicionales como el mármol y el bronce, optando por la madera, el hierro o el cristal. Su interés primordial era exhibir la interacción dinámica de un objeto en movimiento con el espacio circundante.
Entre sus obras pictóricas más destacadas se encuentran "Tumulto en la galería" (1910), "Estados de ánimo n. 1. Las despedidas" (1911), donde los estados de ánimo se expresan a través de relámpagos de luz y líneas onduladas, y "Forze di una strada" (1911), donde la ciudad adquiere una vida propia, superando la presencia humana.
Falleció a mediados de agosto de 1916, al parecer en Sorte, en los alrededores de Verona, debido a una caída de caballo.

## Galería

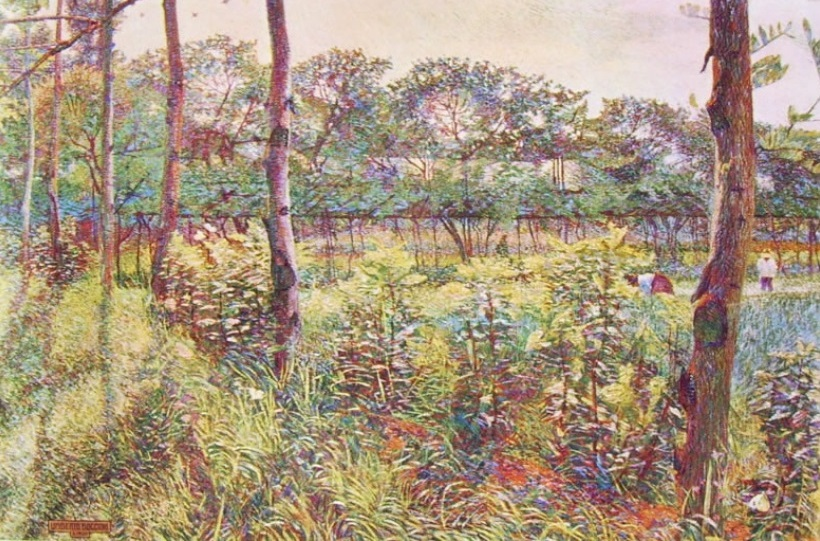
La campiña lombarda, 1910, lienzo, 93 × 140 cm, Museo de Lugano Chiattone.
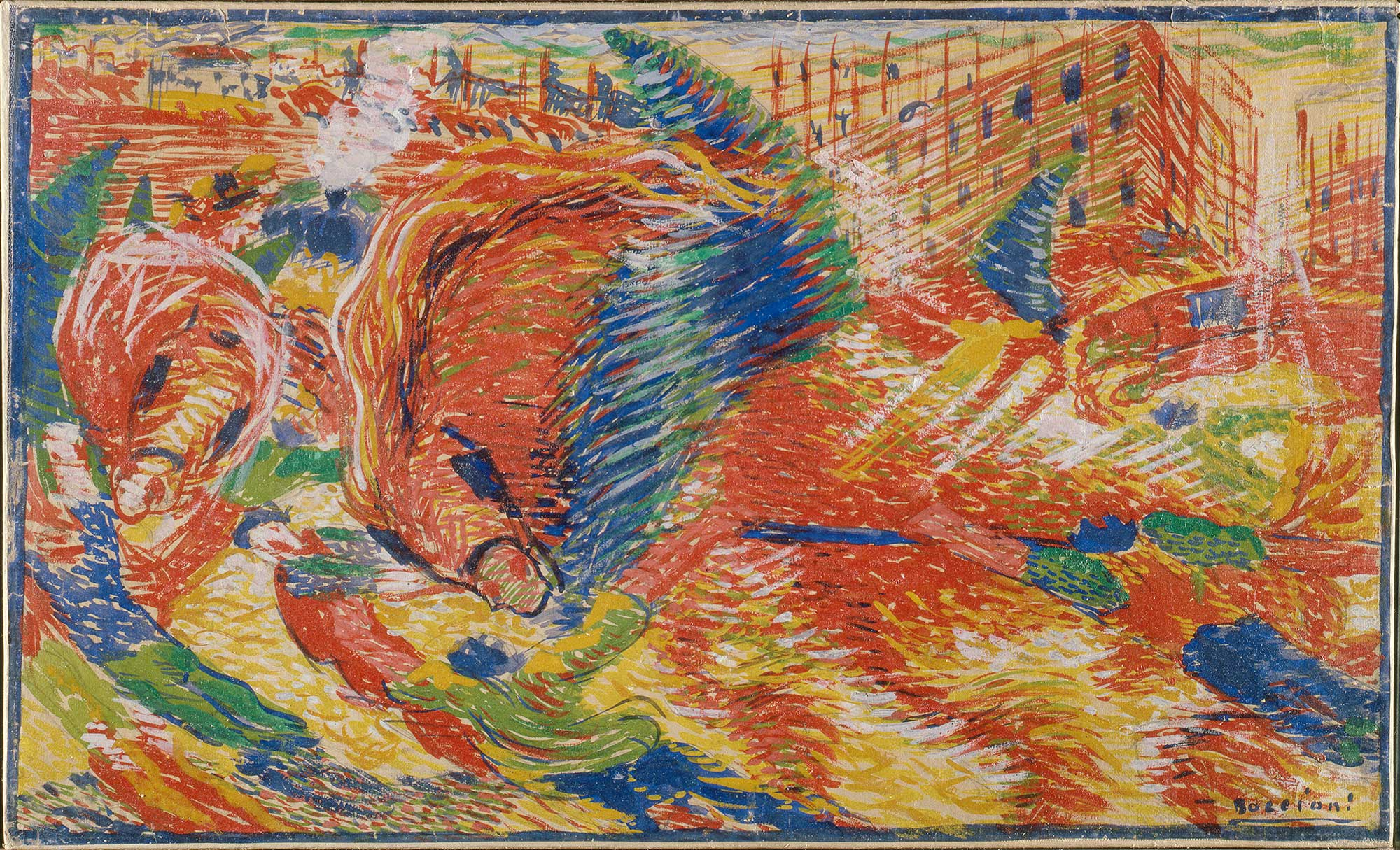
La ciudad se levanta, 1910, lienzo, 200 × 301 cm, Museo de Arte Moderno, Nueva York.
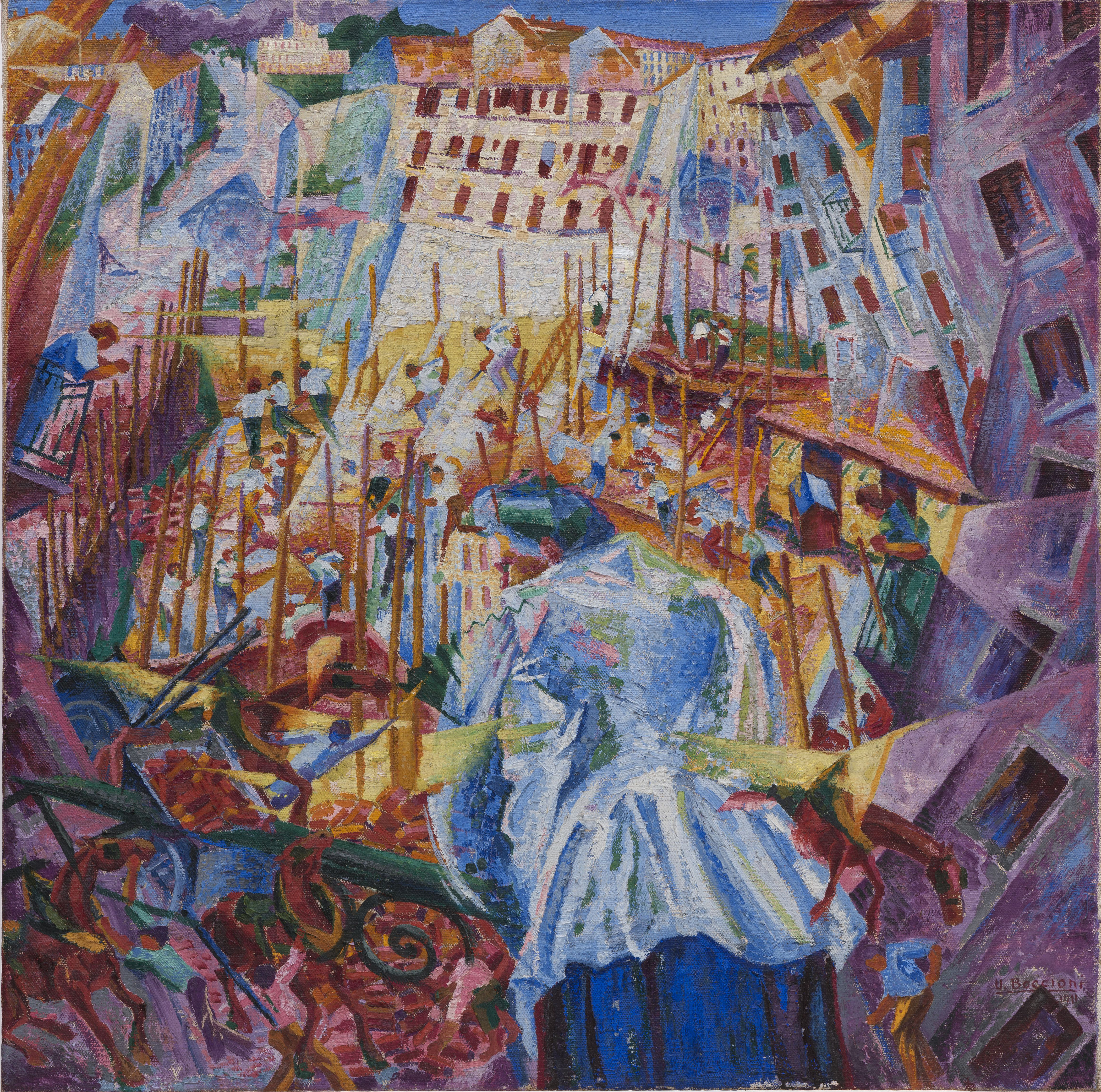
La calle ante la casa, 1911, óleo sobre lienzo, 100 x 106,5 cm, Hanóver, Sprengel Museum Hannover.
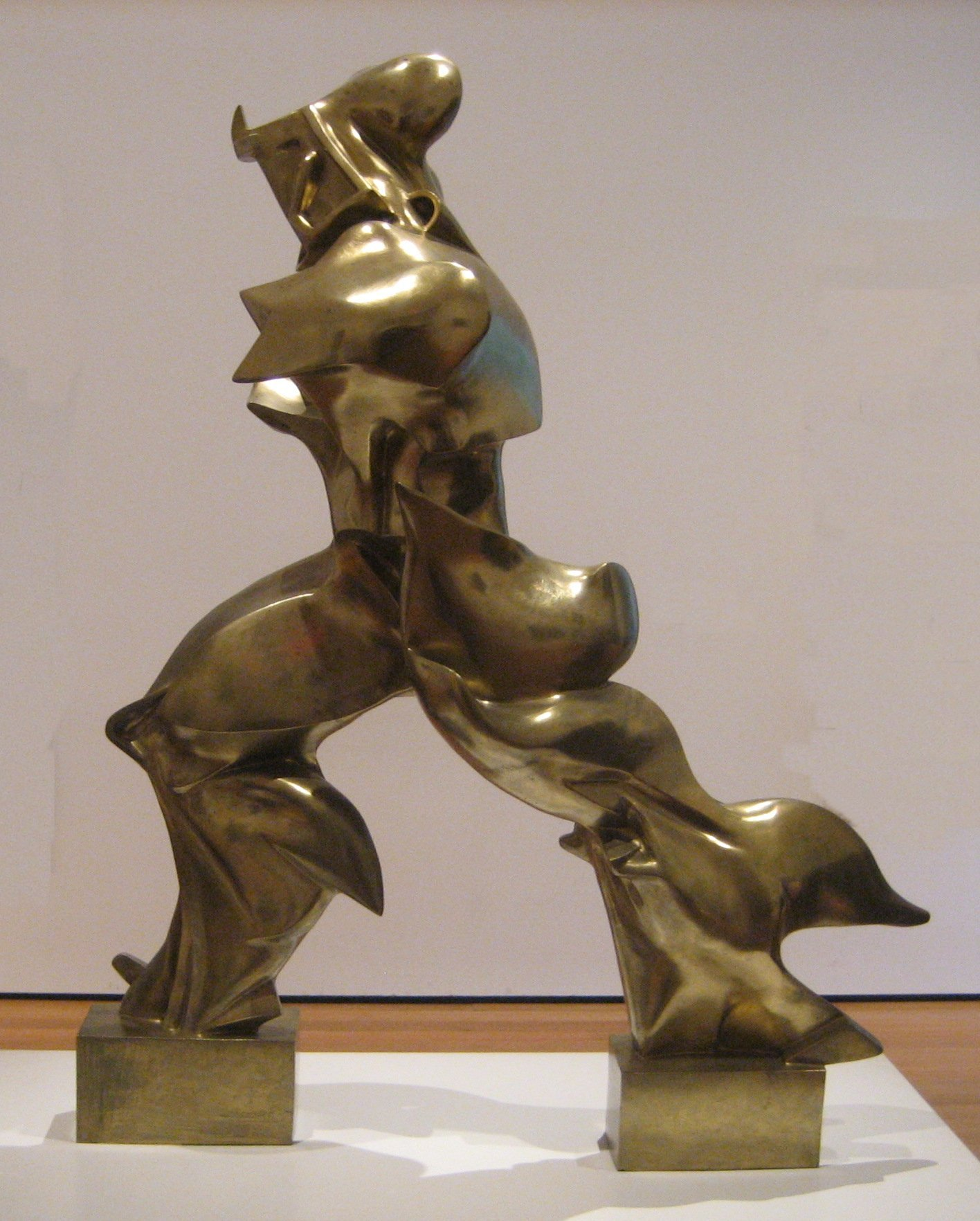
Formas únicas de continuidad en el espacio (1913)[nota 1]
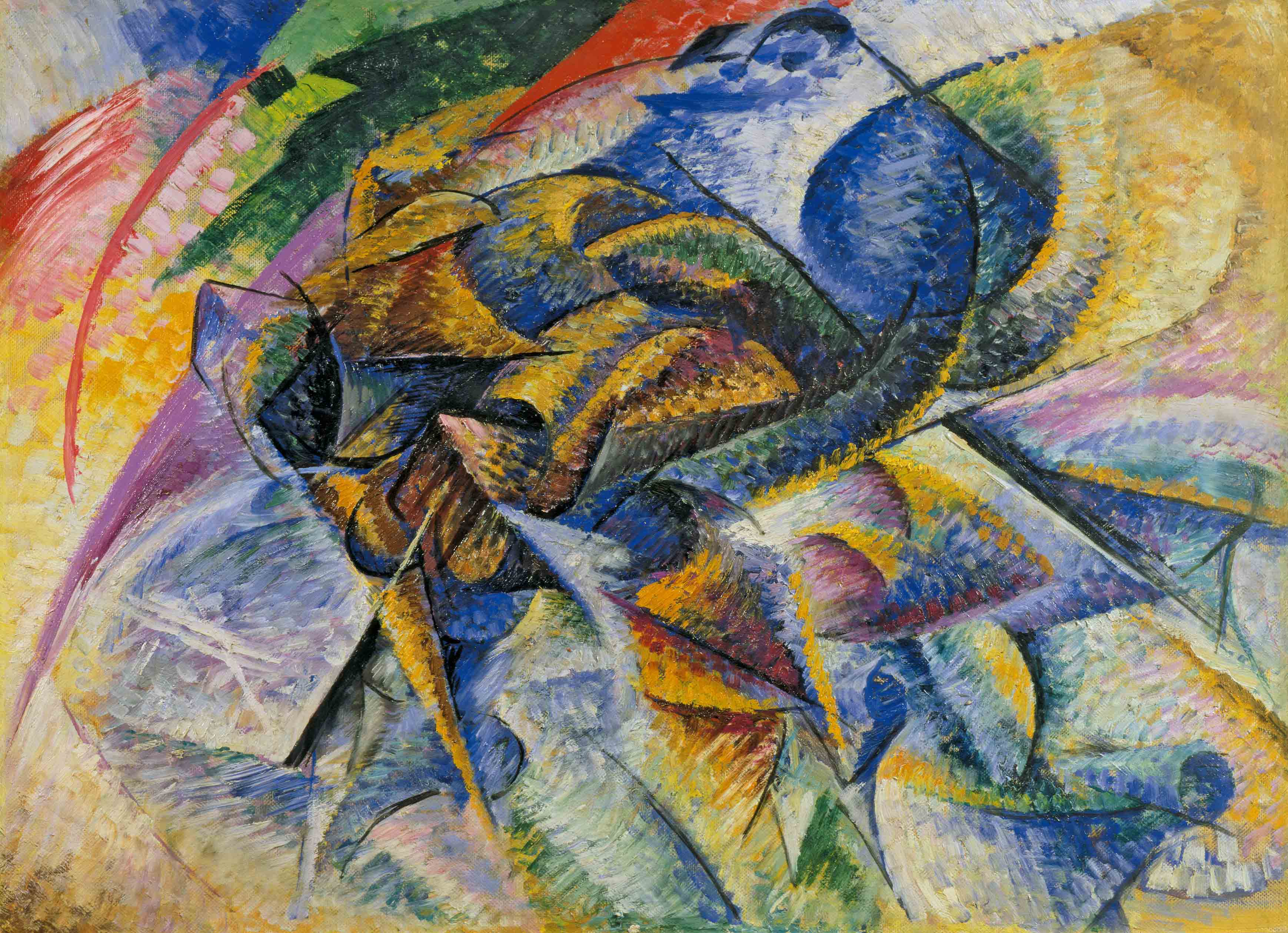
Dinamismo de un ciclista, 1913.
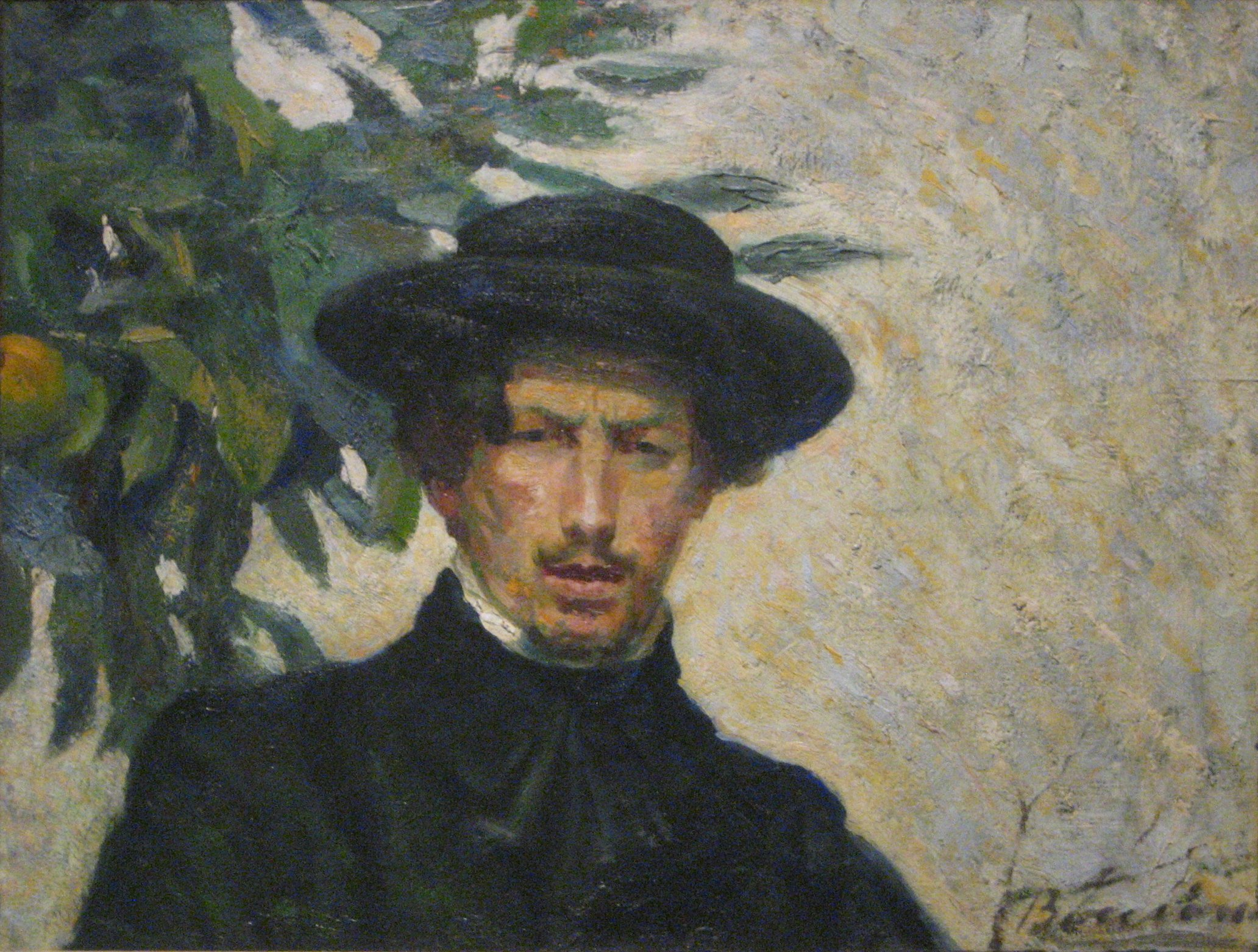
Autorretrato, 1905.
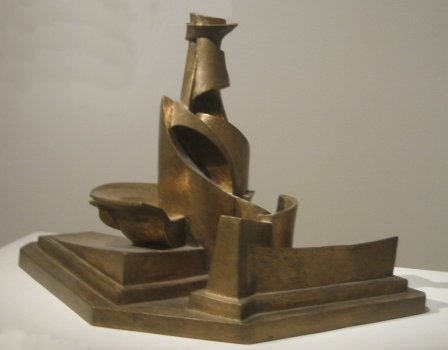
Escultura de Boccioni, 1913.